# 晩餐会
晩餐会（ばんさんかい）は、夕食の時間に、正餐（ディナー）を供する宴会である。
甫守謹吾によれば、正式の場合は、人に敬意を表し、あるいは祝賀その他の目的で催され、宴会の内で一番鄭重で厳格なもので、儀礼が重視される。

## 日時
招待状は主催者夫婦の連名で、宛名も夫婦連名、時刻は日本では午後5時ないし6時である。特に主賓として臨席を乞う人には自ら訪問し、その内諾を受けて時日を決定する。その後改めて正式の招待状を届けるのが礼である。正式の欧文招待状には三人称を用いて記し、諾否の回答を求めるが、返信用葉書の類は封入しない。クリスチャンは、金曜日、13日および13人を避ける。正餐は7時ないし8時である。

## 服装
服装規定は、主人は原則として客以上の盛装はせず、客は主人より略装はしない。指定のある時はそれに従い、一般正式の場合は男子は燕尾服、シルクハット、婦人はローブ・デコルテ、民間用には婦人の白襟紋付も認められる。略式が差し支えない場合は男子はタキシード、婦人はディナードレス、セミイブニングドレス。ただし日本では夜間にも通常服として男子のモーニング、婦人のローブ・モンタントおよびビジッティングドレスが認められる。

## 席次
席次の配置は主人の考慮を払うべきで、席次表は食堂入口に備え、多人数の場合は来賓ごとに表を用意する。主人夫婦は定刻30分前に待合室入口で客を待ち受け、来客中、テーブルパートナーすなわち食堂で主たる隣席者となる男女が未知の間柄である場合は主人または主婦が紹介の労をとる。食堂の用意が調えば、主人夫婦は客を案内して食堂に入る。